# Önskan (dikt)
"Önskan" är en dikt skriven av Karin Boye, ur samlingen Gömda land från 1924. Dikten börjar: "Ack låt mig leva riktigt / och riktigt dö en gång." Och i fortsättningen uttrycks denna längtan efter ett rent, rätt och riktigt liv som "rör vid verklighet".